# 玛多县
玛多县（藏語：རྨ་སྟོད་རྫོང，威利转写：rma stod rdzong，藏语拼音：Madoi Zong）是中华人民共和国青海省果洛藏族自治州下辖的一个县，位于果洛州西北部。面积25000平方公里，常住總人口約2万，其中藏族占85%，县人民政府驻玛查理镇。

## 历史沿革
玛多县属果洛地区，传统上属于上果洛。1958年前，玛多境内有和科、夸科、查科三个藏民部落。1952年，果洛藏族自治州建立，辖达日县、甘德县、班玛县、久治县，其中今玛多地区由达日、甘德二县管辖。1956年9月，达日县成立和科区。1956年9月甘德县成立花石峡区。
1957年，成立玛多县，甘德县花石峡区与达日县和科区划归玛多县管辖。1959年，玛多县划归海南藏族自治州管辖，1962年又划归果洛藏族自治州管辖。

## 地理
地处巴颜喀拉山北麓，阿尼玛卿山以西的黄河谷地。境内有扎陵湖和鄂陵湖。

## 行政区划
玛多县下辖2个镇、2个乡：
玛查理镇、花石峡镇、黄河乡和扎陵湖乡。

## 人口
2020年第七次全国人口普查結果顯示：全县常住人口為14490人。民族單一，藏族是主體民族，佔總人口的90%以上。
瑪多縣共有漢、藏、蒙古、回、撒拉、滿、土、瑤、苗等9個民族。

## 交通
- 西丽高速过境。
- 214国道过境。

## 地震
2021年5月22日2时4分，青海果洛州玛多县发生7.4级地震，震源深度17千米，震中位于北纬34.59度，东经98.34度，该次地震是汶川地震之后中国发生的震级最高的一次地震，同日2时30分，青海果洛州玛多县发生3.4级地震，震源深度10千米，震中位于北纬34.39度，东经98.98度，同日10时38分，在青海果洛州玛沁县（北纬34.55度，东经98.94度）发生4.9级地震，震源深度10千米，同日10时42分，在青海果洛州玛多县发生3.1级地震，震源深度10千米，震中位于北纬34.74度，东经97.98度。

### 地震震感
该次地震在西宁、兰州等多地震感强烈